# Château d'Yquem
Le château d'Yquem est un domaine viticole dans le vignoble de Bordeaux, produisant un vin liquoreux du même nom. Il s'agit du seul sauternes classé premier cru supérieur. Sur la commune de Sauternes, le château est inscrit aux monuments historiques depuis 2003.

## Histoire

### Époque moderne
Une première forteresse existe au XIIe siècle, car l'emplacement domine la vallée du Ciron. En 1453 le Bordelais, jusque-là propriété des ducs d'Aquitaine, aussi rois d'Angleterre, passe dans le domaine royal sous le roi Charles VII. Le 8 décembre 1593, Jacques Sauvage, un notable local (un de ses ancêtres fut maire de Bordeaux), devient tenancier à Yquem et y fait reconstruire le château. Son descendant Léon de Sauvage d'Yquem est anobli par le rachat du fief le 16 juillet 1711.
Les bâtiments actuels du château d'Yquem datent des XVIe et XVIIe siècles et forment un quadrilatère autour d'une vaste cour ; le château a été inscrit monument historique en 2003 pour ses décors et peintures (fresques de la chapelle, cheminées et fresques du corps de logis principal).
Le 6 juin 1785, la dernière héritière de la famille de Sauvage d'Yquem, Françoise Joséphine, épouse Louis-Amédée de Lur-Saluces, colonel du régiment de Penthièvre-dragons (un régiment de cavalerie), qui est d'une famille de la noblesse. Louis-Amédée meurt le 31 octobre 1788 à Paris) des suites d'une chute de cheval au camp militaire de Saint-Omer-en-Chaussée (aujourd'hui dans l'Oise), laissant le domaine à sa veuve. C'est sous la gestion de cette dernière que la renommée du vin d'Yquem se développe.
Au XVIIIe siècle, les vins produits autour de Sauternes n'étaient pas des liquoreux comme aujourd'hui, mais des vins blancs relativement sucrés ; la vendange se faisait le plus tard possible (jusqu'à fin novembre) pour obtenir un vin doux, presque moelleux quand l'automne le permettait.
Thomas Jefferson, ambassadeur des États-Unis auprès de Louis XVI, les diffuse en Amérique :
« Le vin blanc de Sauternes de votre cru que vous avez eu la bonté de m'envoyer à Paris au commencement de l'année 1788, a été si bien approuvé des Américains qui y en ont goûté, que je ne doute pas que mes compatriotes généralement ne le trouvent pas aussi conforme à leur goût. Actuellement que je me suis établi ici, j'ai persuadé à notre Président, le général Washington, d'en essayer un échantillon. Il vous en demande trente douzaines, Monsieur, et moi, je vous en demande dix douzaines pour moi-même... »

### Époque contemporaine

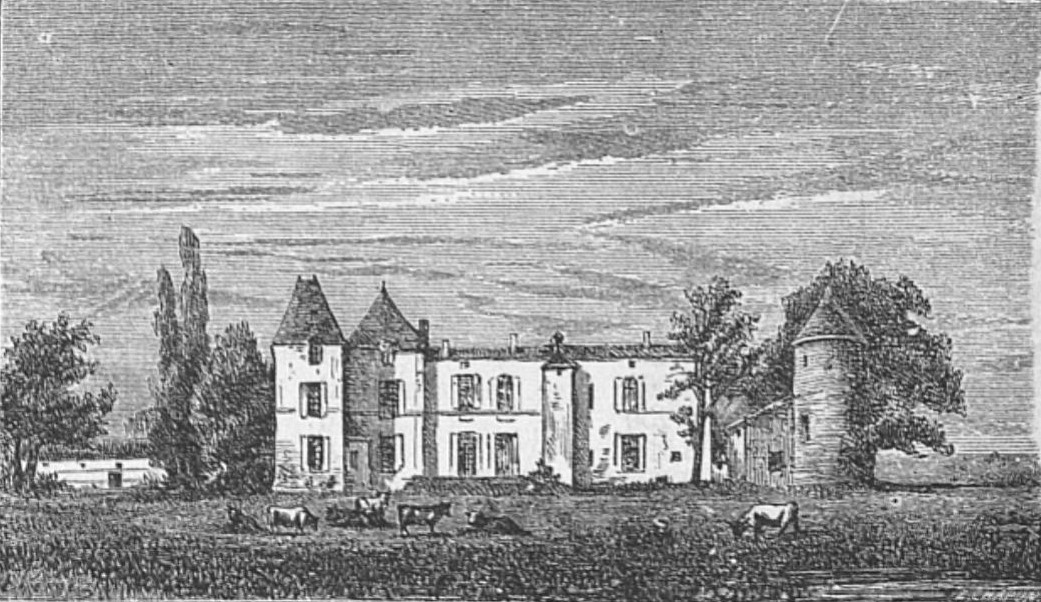
Illustration du Château d'Yquem en 1893.

C'est au XVIIIe siècle que naît l'habitude de trier successivement les baies attaquées par la pourriture noble (botrytis cinerea), imitée de pratiques de la Rhénanie (Trockenbeerenauslese) et de Hongrie (Tokaji).
Le fils de Françoise-Joséphine Sauvage d'Yquem, Antoine Marie Henri Amédée de Lur Saluces (1786-1823), est fait chambellan de l'Empereur en 1810 mais refuse ce titre et doit faire sur ordre de l'Empereur, la campagne de Russie. En 1812 il est fait prisonnier par les cosaques. Libéré, il devient à la chute de l'Empire aide de camp du duc d'Angoulême mais meurt d'une épidémie de fièvre jaune en juillet 1823 ; Romain Bertrand (1810-1867), son fils reprend le titre de marquis. Associé très tôt par sa grand-mère aux affaires, il prend la succession de Joséphine à la mort de celle-ci en 1851, obtenant en 1855 le classement en premier cru supérieur lors de l'exposition universelle de Paris. L'Yquem devient célèbre quand le grand-duc Constantin, frère du Tsar, achète en 1859 une barrique du millésime 1847 au prix de 20 000 francs-or,.
Le fils de Romain-Bertrand, Amédée-Eugène-Louis (1839-1894), est député de la Gironde ; le quatrième héritier est Eugène Henri Marie (1852-1922), membre de l'Action française;
Son fils, Bertrand nait à Melun (77), le 20 janvier 1888 de Marie Anne Isabelle de Mac Mahon, il appartient à l’une des plus anciennes familles nobles aquitaine.
C’est en Belgique que Bertrand de Lur Saluces fit ses études, au collège d’Antoing. Bachelier en philosophie en 1904 et mathématiques en 1905, il avait une vaste culture obtenue en partie à l’université.
Il parlait couramment l’allemand, l’italien, l’anglais et le russe.
Parallèlement à son action dans les Landes, Bertrand de Lur Saluces a dirigé le château d'Yquem et a participé, à partir des années 1920, à la renaissance du château de Fargues.
Appartenant à une famille de noblesse d’épée, la défense de la patrie a été une priorité pour Bertrand de Lur Saluces qui participa aux deux conflits mondiaux du XXe siècle.
En 1909, il s'engage dans la cavalerie. Puis, au cours de la Première Guerre mondiale, il passe dans l'artillerie.
Il participe au combat du Chemin des Dames (1917) où il est blessé et gazé. Il revient avec une bronchite chronique.
Son action lors du conflit lui vaut le grade de lieutenant, une citation à l'ordre de la division en 1917 et en 1918 la croix de guerre avec les palmes et la croix de la légion d'honneur à titre militaire.
En 1939, âgé de 51 ans, capitaine d'artillerie, il est rappelé sous les drapeaux.
Il est fait prisonnier avec son régiment et passe deux ans dans les oflags.
Le marquis de Lur Saluces est surtout célèbre pour ses nombreuses activités syndicales et corporatives, pour la défense et la promotion du vin de France
En tant que président de l'Union des grands crus classés de la Gironde et du Comité national de propagande des vins, il est au cœur du dispositif de défense des grands crus.
Mais c'est au sein du Syndicat viticole des vins de Sauternes et Barsac que son action est la plus décisive.
Ce syndicat naît en 1908, présidé par le père de Bertrand, le comte Eugène. C'est à cette époque que se pose la question des délimitations régionales et administratives. Mais c'est véritablement sous la présidence de Bertrand de Lur Saluces que l'action du syndicat s'accélère.
Entre les deux guerres, de nombreuses fraudes contribuèrent à donner une mauvaise image du vin de Sauternes.
En 1928, Bertrand de Lur Saluces s’attaquait au problème :
« "Il semble, en effet, que le nom de Sauternes n’évoque plus pour nos jeunes générations le nectar duquel nos aïeux disaient avec un respect attendri qu’il était le premier vin du monde et le soleil en bouteilles”. Si cela était vrai, ce serait sans doute à cause de l’abus si copieux qui fut fait du nom de Sauternes par tant de non ayants droit, jusqu’au jour où notre syndicat s’est occupé d’y mettre bon ordre. Or la preuve que le nom de Sauternes a conservé tout de même quelque notoriété à travers le monde, je la trouve précisément dans le soin qu’on prend à se parer de son éclat (…) Jugeant sans doute que cet éclat prétendu terni vaut cependant la peine d’être exploité … »
Bertrand de Lur Saluces était un viticulteur intransigeant. Il écartait, à Yquem comme à Fargues, les récoltes qu'il estimait trop médiocres.
En tant que président du syndicat des vins de Sauternes et Barsac, il participe à la création de l'appellation.
En vertu de la loi de 1919, au prix de 26 procès très coûteux, échelonnés sur 15 ans, 17 communes sont éliminées de la zone d'appellation d'origine.
Le marquis multiplie alors les correspondances avec les avocats du syndicat (comme Maître Roquette-Buisson), les articles dans la presse, les conférences sur la particularité du vin de Sauternes.
Sur le plan national, ses articles publiés dans les grands journaux français contribuèrent à apporter une aide efficace au sénateur Joseph Capus qui fut à l’origine de l’action en faveur de la défense des vins.
En 1935, le Comité national des appellations d'origine (devenu en 1947 l'Institut national des appellations d'origine) voit le jour grâce à l'action combinée du sénateur et du marquis, consulté pour la rédaction de décrets.
Bertrand de Lur Saluces met tout en œuvre pour la défense de la viticulture.
Il sensibilise les viticulteurs aux innovations par des conférences, il organise des réceptions et pouvait parfois se montrer virulent comme avec le président d'une agence de voyages en 1930 qui avait accordé une place trop minimes aux vins de Sauternes dans son guide.
Il encourage également les différents producteurs à participer à de nombreuses expositions nationales (en 1926, Exposition nationale des vins de France au Palais de Glace des Champs-Elysées) et fait passer des publicités sur les chaînes de radio et de télévision pour vanter les qualités de ce vin.
Bertrand de Lur Saluces décède d'un arrêt cardiaque dans les rues de Bordeaux, le 19 décembre 1968.
Célibataire et sans descendant, il choisit peu avant sa mort son neveu Alexandre de Lur Saluces pour lui succéder à la tête des domaines Lur Saluces.
En 1996, le Château d'Yquem est l'objet d'une prise de participation du groupe LVMH - Moët Hennessy Louis Vuitton, réussissant à acheter d'abord 38 %, puis la majorité des actions à partir de 1999 (malgré une indivision entre Alexandre et son frère Eugène), actuellement à hauteur de 64 %. En mai 2004, la gestion est donc confiée à Pierre Lurton (qui s'occupe aussi de Cheval Blanc en saint-émilion).
En mai 2019, Bernard Arnault annonce la conversion en biodynamie du Château d’Yquem.

## Étymologie
Le nom d'« Yquem », comme celui de Michel Eyquem de Montaigne, aurait une origine germanique : de aigan (avoir) et helm (heaume) combinés pour donner aighelm, puis Ayqem et enfin Yquem [réf. nécessaire]. La forme germanique a été latinisée en Aichelmus.

## Un champignon au cœur de l’arôme
Si le vin Yquem est appelé « vin liquoreux », c’est du fait de la présence d’un champignon aux propriétés bien particulières. Le Botrytis cinerea, un champignon phytopathogène habituellement fortement redouté par les vignerons, est, sous certaines conditions climatiques, un véritable trésor aromatique. C’est notamment le cas pour le vin Yquem qui bénéficie des caractéristiques recherchées de cette « pourriture noble ».
Le domaine viticole du Château d’Yquem regroupe toutes les conditions climatiques nécessaires au développement du Botrytis cinerea sous sa forme la plus appréciable. En automne, l’alternance du brouillard matinal dû à la présence de la rivière Ciron proche du vignoble, et d’après-midis rendues sèches par le vent permet notamment l’apparition de cette variété de champignon microscopique sur les vignes d’Yquem. Le sol argileux et riche en eau du domaine viticole est également favorable au statut « noble » du Botrytis cinerea.
La méthode de la vendange par « tries » adoptée depuis bien longtemps par les vignerons du Château d’Yquem a pour rôle d’optimiser les propriétés aromatiques de ce champignon. Les grappes sont en effet triées une à une de façon à ne récolter que les grains sur lesquels sont présents les Botrytis cinerea. Le Botrytis cinerea apporte au vin de Sauternes un arôme à la fois sucré et acide. C’est en partie grâce aux conditions climatiques propres au domaine viticole et aux méthodes employées par les viticulteurs pour favoriser la présence de ce champignon que le vin Yquem est aujourd’hui si prestigieux.

## Le processus de vinification
Une fois la période de vendange passée vient le temps de la vinification. Ce processus est particulièrement long et se caractérise par plusieurs cycles de pressurage, d’une phase de fermentation et d’une étape d’élevage. Transportés en comportes vers les pressoirs, les raisins doivent d’abord subir différents cycles de pressurage. Ce stade permet d’extraire le jus des grains de raisin. Les différents moûts obtenus à la suite des différentes opérations de pressurage sont assemblés en un seul lot au sein de barriques. Lorsque le moût est placé dans les barriques, celui-ci est prêt à être fermenté. Du fait de la forte teneur en sucre observée sur ce type de raisin, la période de fermentation est particulièrement difficile et longue. Alors qu’elle dure en moyenne entre deux et trois semaines, elle peut parfois perdurer jusqu’à six semaines. C’est naturellement que la fermentation prend fin à 13,5 degrés d’alcool environ. Le liquide obtenu n’est autre que la liqueur d’Yquem. La dernière étape de préparation du vin d’Yquem est l’élevage. Ce processus a pour rôle de révéler tous les arômes du vin en effectuant plusieurs soutirages à intervalles réguliers. Le stade de l’élevage dure environ trois ans. Ce n’est donc qu’au quatrième printemps après la vendange que le vin est finalement mis en bouteille. L’élevage consiste à optimiser la qualité du vin en séparant régulièrement le dépôt au fond des barriques du vin clair. Les soutirages sont effectués tous les trois mois pendant toute la période d’attente avant la mise en bouteille.

## Élevage
L’élevage du vin au Château d’Yquem est l’étape la plus longue de la préparation du vin. Il s’agit de la période décisive en ce qui concerne la qualité du vin et de son assemblage final. Avant d’acheminer les barriques vers le chai d’élevage du domaine, celles-ci sont soumises à différents contrôles et analyses permettant d’établir un préassemblage. Les différentes cuvées sont d’abord mises séparément dans des barriques jusqu’au premier printemps après la vendange. C’est alors que les lots dont les caractéristiques ne correspondent pas aux critères de sélection sont écartés. Ce premier assemblage permet d’« élever » le vin sélectionné dans le chai prévu à cet effet. L’élevage du vin Yquem dure trois années, une période longue qui va considérablement affiner les propriétés aromatiques du sauternes. Le vin, toujours en barriques, est soumis chaque semaine à une remise à niveau appelée « ouillage » pendant cette période d’attente. Celle-ci est également rythmée par une quinzaine de soutirages. Ces actions consistent à retirer les dépôts importants. Le collage est quant à lui entrepris pour clarifier le vin et éliminer les particules en suspension. Quatre ans après la récolte du raisin, l’assemblage final peut enfin être réalisé. Des dégustations permettent de sélectionner le meilleur vin. La mise en bouteille est alors effectuée dans des conditions optimales. Le vin est bouché à l’aide d’un bouchon de 54 mm avant de pouvoir être servi et présenté aux amateurs par le biais des courtiers.

## Pressurage
Seulement une heure sépare la fin de la vendange au début du pressurage au château. Cette étape indispensable à la préparation du vin consiste à extraire le jus des grains de raisin. Au domaine, la fragilité et la texture des baies sont prises en compte avant chaque pressée. Le domaine viticole d’Yquem dispose de son propre mode de fonctionnement en ce qui concerne l’étape du pressurage. Les pressées sont au nombre de trois à quatre et chacune d’elles présente des résultats étonnants sur le moût. Contrairement à ce que l’on peut observer avec d’autres types de vins blancs, les jus d’Yquem s’enrichissent en sucre après chaque pressée. Les méthodes employées au domaine ne sont pas uniquement particulières pour le pressurage. En effet tout au long de la préparation du vin, les techniques utilisées sont tirées d’un héritage ancestral. À l’issue de la première étape de pressurage effectuée à l’aide d’un pressoir pneumatique, 75 % du jus est obtenu. Le « poids » de l’alcool s’élève alors à environ 19°. 15 % du jus est représenté à la deuxième pressée, qui atteint généralement 21° d’alcool. Au troisième stade, le niveau d’alcool est d’environ 25°. Le pressurage ne s’arrête cependant pas là, puisque le gâteau de marc issu de ce processus traditionnel est ensuite émietté et égrappé avant d’être soumis à nouveau à l’action de la presse verticale, de manière à en extraire tout le jus possible. Au terme du pressurage, les moûts sont regroupés et contenus dans des barriques neuves.

## Situation

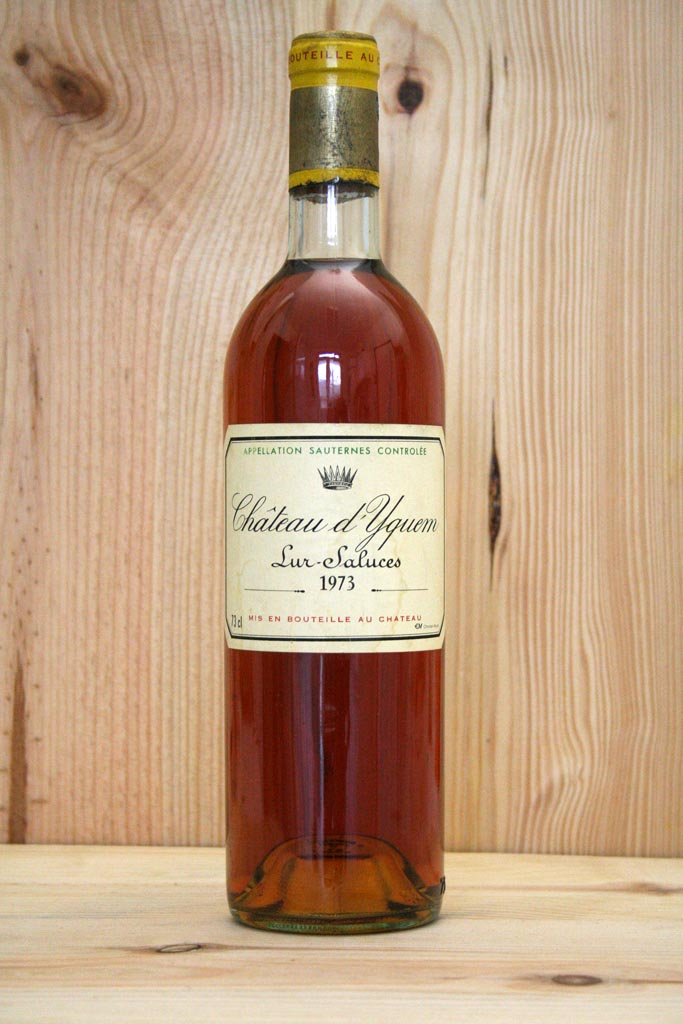
Château d'Yquem, millésime 1973.

Le domaine couvre 133 hectares, dont 113 ha sont plantés de vignes mais seulement 102 ha sont exploités, la différence correspondant aux vignes trop jeunes : deux à trois hectares sont arrachés chaque année, puis laissés en jachère une année avant d'être replantés, les raisins n'étant pas utilisés avant cinq ans,.

### Géologie
Graves, sous-sol argileux, sable et calcaire.

## Vignoble

### Encépagement
Seuls deux cépages sont plantés : le sémillon (75 % des surfaces) à la peau épaisse pour résister à la pourriture, et le sauvignon blanc (les 25 % restants) plus précoces,.

### Rendement
Le rendement est seulement de 9 hectolitres par hectare et certaines années, si la qualité n'est pas jugée suffisante, les bouteilles ne sont pas commercialisées. À l'automne, les brumes matinales et des après-midis ensoleillés permettent à la pourriture noble de se développer. Le résultat est un moût de 18 à 30° d'alcool potentiel, soit 300 à 600 grammes de sucre par litre selon l'année.
La vendange se prolonge sur un grand laps de temps pendant lequel les grains de raisin sont récoltés à la main, individuellement, lors de cinq à six tries en octobre (montant à dix tris jusqu'en décembre pour certaines années).

## Vins

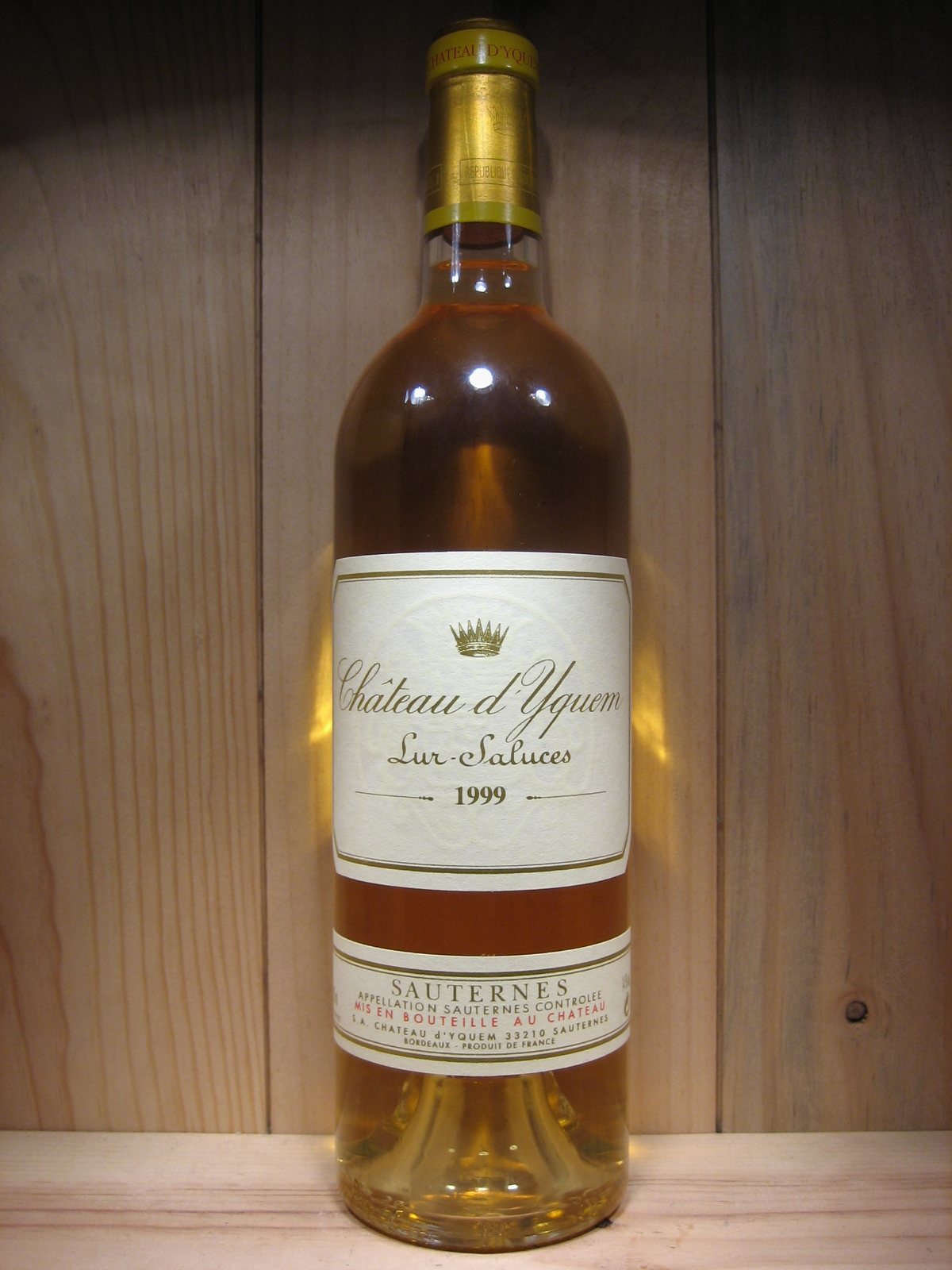
Bouteille de château d'Yquem, millésime 1999.

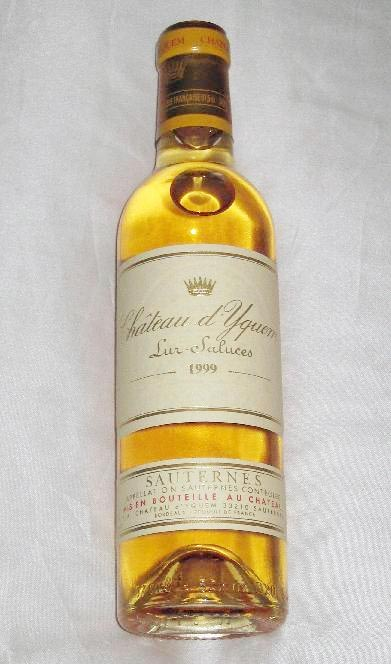
Fillette (demi-bouteille de 37.5 cl) de château d'Yquem, millésime 1999.

Les vins sont caractérisés par leur complexité due à une importante quantité de sucres résiduels et aux arômes apportés par le Botrytis cinerea. Une acidité relativement haute aide à compenser le sucré.
Une autre caractéristique pour laquelle le château d'Yquem est renommé est sa longévité. Dans les bonnes années une bouteille ne présentera ses qualités exceptionnelles qu'après une ou deux décennies dans une cave, et avec du soin elle les gardera pour un siècle ou plus, y ajoutant de la complexité.

### Y
Depuis 1959, Château d'Yquem produit un vin blanc sec nommé « Y » (et avant 2004 « Y de Lur-Saluces »), fait d'une proportion égale de sémillon et de sauvignon blanc.
Ce vin, à l'instar du grand vin, n'est pas produit chaque année. Le millésime 2005 a été le premier millésime d'Yquem proposé à la vente en primeur.
N'étant pas liquoreux, l'« Y » n'a pas droit à l'appellation sauternes, mais à celle de bordeaux.

### Les millésimes
Pour beaucoup, ce vin blanc liquoreux est considéré comme le plus grand au monde. Pour les plus grands millésimes, il se fait attendre 50 voire 100 ans.
Lors de certaines années médiocres, lorsque la qualité n'est pas jugée suffisante, certains producteurs de crus prestigieux déclassent partiellement ou complètement leur récolte. C'est le cas du Château d'Yquem. À contrario, les professionnels gardent en mémoire les millésimes de légende de ce château.
| Grands millésimes      | 1825 | 1847 | 1865 | 1870 | 1893 | 1904 | 1921 | 1937 | 1947 | 1959 | 1967 | 1983 | 1986 | 1988 | 1990 | 1997 | 2001 | 2015 |
| Années sans millésimes | 1910 | 1915 | 1930 | 1951 | 1952 | 1964 | 1972 | 1974 | 1992 | 2012 |      |      |      |      |      |      |      |      |

### Les prix
Les prix du grand vin de Château d'Yquem s'échelonnent d'environ 200 euros pour les millésimes les moins recherchés comme 2002, 1993, 1987 jusqu'à plusieurs milliers d'euros pour les grands millésimes anciens.
De nombreux collectionneurs rassemblent des verticales qui peuvent atteindre plusieurs millions d'euros.
| Millésimes     | 1825 | 1847   | 1865   | 1870   | 1893  | 1904  | 1921  | 1937  | 1947  | 1959  | 1967  | 1983 | 1986 | 1988 | 1990 | 1997 | 2001 | 2005 | 2010 |
| Prix moyen (€) | N.D. | 40 134 | 16 575 | 21 341 | 6 126 | 3 233 | 6 901 | 3 177 | 2 006 | 1 835 | 1 367 | 419  | 361  | 426  | 398  | 278  | 569  | 528  | 858  |

## Château d'Yquem dans la littérature
Le Château d'Yquem est mentionné dans un roman d'Alphonse Daudet, Numa Roumestan, publié en 1881. Ceux qui goûtent ce célèbre vin sont le ministre de l'Instruction publique Numa Roumestan et un de ses amis depuis son enfance. Il est à remarquer qu'il s'agit d'un témoignage de la pratique du XIXe siècle, laquelle était différente de celle de nos jours : consommation des huîtres avec un vin liquoreux, au lieu d'un vin sec d'acidité tels un Sancerre blanc, un Chablis. 

« Quelques tours aux lumières au milieu de la joyeuse cohue du boulevard, et les deux amis s'installèrent dans la chaleur capiteuse et rayonnante d'un cabinet de grand restaurant, les huîtres ouvertes, le Château-Yquem (sic) soigneusement débouché. »

— Numa Remestain, chapitre XVIII